# Joey Calderazzo
Joseph Dominick Calderazzo (27 de febrero de 1965) es un pianista de jazz y hermano del músico Gene Calderazzo. Tocó extensamente en bandas dirigidas por Michael Brecker y Branford Marsalis, y también dirigió sus propias bandas.

## Primeros años de vida
Nació en New Rochelle, Nueva York. Comenzó a estudiar piano clásico a los ocho años. Su hermano Gene hizo que se interesara por el jazz. Estudió con Richard Beirach y en los años 1980 continuó sus estudios en Berklee College of Music y en la Manhattan School of Music. Al mismo tiempo, jugaba profesionalmente con David Liebman y Frank Foster. 

## Vida posterior y carrera
En una clínica de música conoció al saxofonista Michael Brecker y pasó a formar parte de su quinteto a partir de 1987.  En 1990, firmó con Blue Note Records.  Brecker produjo el primer álbum de Calderazzo, In the Door, en el que participaron Jerry Bergonzi y Branford Marsalis, el compañero de cuarto de su hermano en Boston. Tocaron en su segundo álbum, To Know One, que incluía a Dave Holland y Jack DeJohnette. 
Apareció en los álbumes de Brecker Tales from the Hudson y Two Blocks from the Edge como pianista y compositor. Tocó el teclado en Buckshot LeFonque de Marsalis y contribuyó a su álbum Music Evolution. Cuando el pianista Kenny Kirkland murió en 1998, Calderazzo asumió su lugar en el Branford Marsalis Quartet.  En 1999 grabó Joey Calderazzo con John Patitucci y Jeff 'Tain' Watts.  Tocó en los álbumes de Marsalis Contemporary Jazz, Footsteps of Our Fathers, Romare Bearden Revealed, Eternal y en el DVD 'A Love Supreme' Live in Amsterdam de Coltrane. La composición "Hope" de Calderazzo aparece en Braggtown.
Fue uno de los primeros músicos en firmar con Marsalis Music, propiedad de Branford Marsalis. Haiku, su primer álbum en solitario apareció en 2002. Su disco Amanacer contó con la cantante Claudia Acuña y el guitarrista Romero Lubambo. En 2011, él y Marsalis formaron un dúo y grabaron Songs of Mirth and Melancholy .
Desarrolló el síndrome del túnel cubital en 2017, lo que provocó entumecimiento en dos dedos de su mano derecha. Tras la operación y el reposo, pudo volver a tocar como antes.

## Discografía

### Como líder o colíder
| Año de grabación | Título                                     | Sello                   | Notas |
| ---------------- | ------------------------------------------ | ----------------------- | --- |
| 1990             | In the Door                                | Blue Note               | Con Branford Marsalis (saxo soprano, saxo tenor), Jerry Bergonzi y Michael Brecker (saxo tenor), Jay Anderson (bajo), Peter Erskine y Adam Nussbaum (batería), Don Alias (percusión)    |
| 1991             | To Know One                                | Blue Note               | Con Branford Marsalis (saxo soprano, saxo tenor), Jerry Bergonzi (saxo tenor), Dave Holland (bajo), Jack DeJohnette (batería)                                                           |
| 1993?            | The Traveler                               | Blue Note               | Trio, con John Patitucci y Jay Anderson (bajo; por separado); Peter Erskine y Jeff Hirshfield (batería; por separado)                                                                   |
| 1995?            | Secrets                                    | AudioQuest              | Con varios, del trío al octeto |
| 1996?            | Our Standards                              | Gowi                    | |
| 1997?            | Simply Music                               | Lost Chart              | Trío, con Sylvain Gagnon (bajo), Jeff "Tain" Watts (batería) |
| 1999             | Joey Calderazzo                            | Columbia/Sony Music     | Trío, con John Patitucci (bajo), Jeff "Tain" Watts (batería) |
| 2002             | Haiku                                      | Marsalis Music          | piano solo |
| 2006             | Amanecer                                   | Marsalis Music          | La mayoría de las pistas son piano solo; un track a dúo con Romero Lubambo (guitarra); dúo de un tema con Claudia Acuña (voz); trío de dos pistas, con Lubambo y Acuña                  |
| 2011?            | Songs of Mirth & Melancholy                | EmArcy / Marsalis Music | Dúo, codirigido con Branford Marsalis (saxos) |
| 2011             | Live                                       | Sunnyside               | Trío, con Orlando le Fleming (bajo), Donald Edwards (batería); en concierto |
| 2015?            | Going Home                                 | Sunnyside               | Solo de piano de una pista; el trío de la mayoría de las pistas, con Orlando le Fleming (bajo), Adam Cruz (batería); cuarteto de una pista, con Branford Marsalis (saxo tenor) agregado |
| 2017             | Live from The Cotton Club, Tokyo, Volume I | Hora del punto          | Trío, con Orlando le Fleming (bajo), Donald Edwards (batería); en concierto |

Fuente principal: 

### Como acompañante
| Año de grabación | Líder             | Título                                     | Sello          |
| ---------------- | ----------------- | ------------------------------------------ | -------------- |
| 1990?            | Michael Brecker   | Now You See It… (Now You Don't)            | GRP            |
| 1996             | Jerry Bergonzi    | Fast Company                               | Blue Jackel    |
| 1996             | Michael Brecker   | Tales from the Hudson                      | Impulse!       |
| 1998             | Michael Brecker   | Two Blocks from the Edge                   | Impulse!       |
| 1999             | Branford Marsalis | Contemporary Jazz                          | Sony Music     |
| 2001             | Branford Marsalis | Footsteps of Our Fathers                   | Marsalis Music |
| 2001-2002        | Jeff "Tain" Watts | Bar Talk                                   | Columbia       |
| 2003             | Branford Marsalis | Romare Bearden Revealed                    | Marsalis Music |
| 2003?            | Branford Marsalis | A Love Supreme: Live in Amsterdam          | Marsalis Music |
| 2003             | Branford Marsalis | Eternal                                    | Marsalis Music |
| 2010?            | Håkan Broström    | Refraction                                 | Art of Life    |
| 2011             | Branford Marsalis | Four MFs Playin' Tunes                     | Marsalis Music |
| 2016?            | Branford Marsalis | Upward Spiral                              | OKeh           |
| 2018?            | Kurt Elling       | The Questions                              | OKeh           |
| 2018?            | Branford Marsalis | The Secret Between the Shadow and the Soul | OKeh           |